# Dusičnan lutecitý
Dusičnan lutecitý je anorganická sloučenina s chemickým vzorcem Lu(NO3)3. Dusičnan lutecitý je bezbarvá krystalická látka, rozpustná ve vodě, která tvoří krystalické hydráty. Dusičnan lutecitý je jedovatý.

## Příprava
Dusičnan lutecitý je možno připravit rozpuštěním oxidu lutecitého v kyselině dusičné při teplotě 90 °C:
Lu2O3 + 6 HNO3 → 2 Lu(NO3)3 + 3 H2O
Pro získání bezvodého dusičnanu lutecitého je nutné přidat práškový kov k oxidu dusičitému rozpuštěnému v ethyl-acetátu při teplotě 77 °C:
Lu + 3 N2O4 → Lu(NO3)3 + 3 NO

## Fyzikální vlastnosti
Dusičnan lutecitý tvoří bezbarvé hygroskopické krystaly. Je rozpustný ve vodě a ethanolu. Dusičnan lutecitý tvoří také krystalické hydráty, konkrétně trihydrát, tetrahydrát, pentahydrát a hexahydrát.

## Chemické vlastnosti
Hydratovaný dusičnan lutecitý se tepelně rozkládá za vzniku LuONO3 a při následném zahřívání se rozkládá na oxid lutecitý. Sloučenina reaguje s fluoridem amonným:
Lu(NO3)3 + 6 NH4F→ (NH4)3[LuF6] + 3 NH4NO3

## Využití
Dusičnan lutecitý se využívá k získávání kovového lutecia. Používá se jako součást materiálů pro výrobu laserových krystalů.